# Волиця (Бохенський повіт)
Волиця (пол. Wolica) — село в Польщі, у гміні Лапанув Бохенського повіту Малопольського воєводства.
Населення — 270 осіб (2011).
У 1975-1998 роках село належало до Тарновського воєводства.

## Демографія
Демографічна структура станом на 31 березня 2011 року:
|          | Загалом | Допрацездатний вік | Працездатний вік | Постпрацездатний вік |
| -------- | ------- | ------------------ | ---------------- | -------------------- |
| Чоловіки | 130     | 33                 | 89               | 8                    |
| Жінки    | 140     | 34                 | 79               | 27                   |
| Разом    | 270     | 67                 | 168              | 35                   |